# Austrometra thetidis
Austrometra thetidis is een haarster uit de familie Colobometridae.
De wetenschappelijke naam van de soort werd in 1911 gepubliceerd door Hubert Lyman Clark.